# Junta Nacional de Coordinación Política
Se denominó Junta Nacional de Coordinación Política, Junta Nacional Coordinadora o simplemente Junta Coordinadora (JCP), al organismo mediante el cual unificaron su accionar los tres partidos políticos argentinos (el Partido Laborista, la Unión Cívica Radical Junta Renovadora y el Partido Independiente) que apoyaron la candidatura de Juan Domingo Perón a la presidencia de la Nación Argentina en las elecciones presidenciales de 1946, así como las candidaturas legislativas y gubernativas en los mismos comicios. Aunque no se definía como una coalición política, en la práctica actuó como tal. La Junta acordó que cada uno de los partidos elegiría a sus candidatos y que el 50% de los cargos correspondían al Partido Laborista mientras que el 50% restante debía distribuirse por partes iguales entre la Unión Cívica Radical Junta Renovadora y el Partido Independiente.
Existió entre finales de 1945 y el 21 de noviembre de 1946, cuando Perón disolvió los tres partidos en el Partido Único de la Revolución, que posteriormente se convertiría en el Partido Peronista (actual Partido Justicialista). Durante toda su existencia fue presidida por Juan Atilio Bramuglia.